# Geschichte der Premiere AG

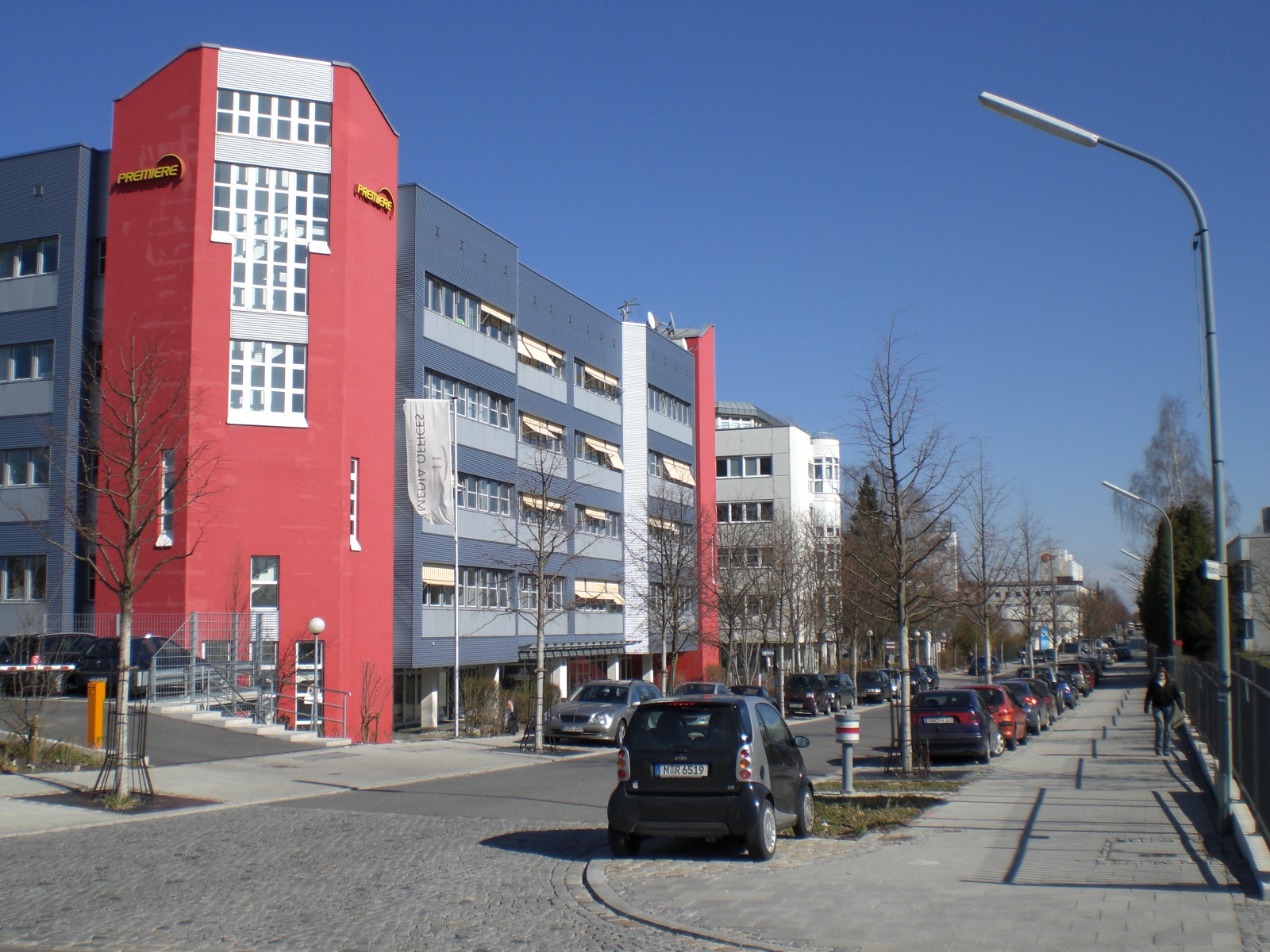
Das noch mit „Premiere“ beschriftete Sendezentrum in der Medienallee, Unterföhring.

Im Folgenden wird die Unternehmensgeschichte des Bezahlfernsehsenders Premiere geschildert, der nach mehreren Umfirmierungen und Eigentümerwechseln heute unter dem Markennamen Sky (Deutschland) fortgeführt wird.

## Gründung als Premiere

Erstes Logo von Premiere (1991 bis 1998)

Logo von Premiere „digital“ (1998 bis 1999)

Logo von Premiere World nach der Fusion mit DF1 (1999 bis 2002)

Logo von Premiere, wieder ohne den Zusatz „World“ (2002 bis 2007)

Letztes Logo der Marke Premiere (2007 bis 2009)

Premiere ging 1990 aus dem Deutschland-Geschäft des in der Schweiz beheimateten Pay-TV-Senders Teleclub hervor. Sendestart war am 28. Februar 1991. Eigentümer waren zu diesem Zeitpunkt die Kirch-Gruppe, Bertelsmann und Canal+. Das Premiere-Programm der Anfangszeit bestand aus aktuellen Spielfilmen, die noch nicht im frei empfangbaren Fernsehen gelaufen waren, Live-Sport (ab 1991 wöchentlich ein Topspiel der Bundesliga live sowie ab der Saison 2000/2001 alle Bundesliga-Spiele, sowie Boxen, Tennis, Golf und Eishockey), Dokumentationen und Konzerten. Werbung wurde damals grundsätzlich nicht gezeigt, auch nicht bei den unverschlüsselten Sendungen. Um das Programm bekannt zu machen, wurden nämlich einige Eigenproduktionen wie Zapping, das Talkmagazin 0137 (mit den damals noch relativ unbekannten Sandra Maischberger und Roger Willemsen) und Kalkofes Mattscheibe, ein Kinomagazin und die Premiere-Vorschau unverschlüsselt gezeigt. Darüber hinaus gab es auch unverschlüsselte „Schnuppertage“.
Bis zur Gründung von Premiere digital (1997) bestand das Premiere-Angebot nur aus einem einzigen Programm, das analog über Kabel und Satellit verbreitet wurde. Der von Premiere verwendete analoge Dekoder, ein F Sagem Syster G1 Decoder aus dieser Zeit, war mit dem von Canal+ identisch, auffallend war der „weiße Schlüssel“, den man in den Dekoder stecken musste, um das Programm zu dekodieren.
Trotz hoher Bekanntheit und Sympathiewerte (durch die aus Kneipen bekannten Bundesliga-Übertragungen und die freien Sendungen) konnte Premiere nie die angepeilte siebenstellige Anzahl von Abonnenten erreichen und blieb in den roten Zahlen.

## Konkurrenz durch DF1
Leo Kirch, der Mann hinter der Kirch-Gruppe, hatte schon früh versucht, seine Mitgesellschafter aus Premiere herauszukaufen und den Sender alleine zu übernehmen. Als dies nicht gelang, gründete er mit DF1 einen direkten Konkurrenten zu Premiere. Im Gegensatz zu Premiere sendete DF1 nur digital und bestand aus vielen Sparten-Fernsehprogrammen, die eigens für diese Plattform gegründet wurden, und zumeist aus dem umfangreichen Kirch-Filmarchiv und den Kirch-Sportrechten gespeist wurden. Mit seiner Quantität an Programmen konnte DF1 Premiere allerdings nicht das Wasser abgraben; das Premiere-Programm war deutlich kleiner, dafür aber hochkarätiger (Bundesliga, UEFA Champions League, aktuelle Spielfilme). In seiner Not verhängte Kirch sogar ein Film-Embargo gegen Premiere, aber auch dies half nicht, DF1 nach vorne zu bringen, ebenso nicht die Formel-1-Rechte, die zwar bei DF1 lagen, aber durch die Parallelausstrahlung bei RTL relativ unattraktiv waren.

## Verkauf an die Kirch-Gruppe
1997 startete Premiere sein Digitalangebot Premiere digital, mit dem das Programm von einem analogen Kanal auf drei digitale Kanäle erweitert wurde. Da zuvor Canal+ bei Premiere ausgestiegen war, teilten sich Bertelsmann und die Kirch-Gruppe nun die Gesellschafteranteile. Die beiden Gesellschafter planten DF-1 und Premiere gemeinsam zu betreiben. Im Mai 1998 lehnte die EU-Kommission diese Fusion aus wettbewerbsrechtlichen Gründen ab. Schließlich verkaufte Bertelsmann ihre Anteile am Pay-TV-Sender im März 1999 an die Kirch-Gruppe (bis auf einen Restanteil von fünf Prozent, den der Konzern noch bis 2001 hielt). Die Kirch-Gruppe betrieb nun sowohl Premiere, als auch DF1 quasi im Alleingang.

## Fusion mit DF1 zu Premiere World
1999 wurde durch Umstrukturierungen innerhalb der Kirch-Gruppe die KirchPayTV Holding gegründet. Darin verschmolz Premiere mit dem Wettbewerber DF1 zu Premiere World. Premiere World übernahm vom alten Premiere nur den Namen, den Abonnentenstamm und die Fernsehrechte; strukturell handelte es sich um eine Übernahme von Premiere durch DF1, da das DF1-Programm aus dem alten DF1-Sendezentrum in Unterföhring kam, wie DF1 in Spartenkanälen aufgebaut war – die Sender wurden größtenteils von DF1 übernommen – und mit Kirch dem alten DF1-Gesellschafter gehörte.
Trotz umfangreicher Werbekampagnen und häufiger Angebotsänderungen konnte Premiere World seine Abonnentenzahl nicht substantiell steigern und blieb wie die beiden Vorgängerunternehmen tief in den roten Zahlen. Die hohen Verluste von Premiere World waren eine der wesentlichen Ursachen für die Insolvenz der gesamten Kirch-Gruppe im Jahr 2002. Als Set-Top-Box gab es wie zuvor auch bei DF1 die d-box als Miet- und Kaufgerät.

## Kirch-Pleite
Im Februar 2002, nur kurz vor der Insolvenz der Kirch-Gruppe, übernahm Georg Kofler die Geschäftsführung von Premiere World und benannte als eine seiner ersten Amtshandlungen das Unternehmen wieder in Premiere um. Im Mai 2002 musste die KirchPayTV-Holding, der direkte Gesellschafter von Premiere, Insolvenz anmelden, die im Juli mit Hilfe der Bayerischen Landesbank und der HypoVereinsbank abgewendet werden konnte. Bis zur Insolvenz der Kirch-Gruppe hatten deren Ausgleichszahlungen Premiere am Leben erhalten. Die Insolvenz von Premiere selbst konnte nur knapp verhindert werden.

## Rettung durch Permira
Premiere analog wurde bis zum 1. März 2003 parallel verbreitet, dann jedoch endgültig abgeschaltet, da die Verbreitungsmethode nicht mehr zeitgemäß und das verwendete Verschlüsselungssystem „Syster Nagravision“ schon seit längerem kompromittiert war. Das komplizierte Geflecht der Kirch-Gruppe und die negative Bilanz schreckten zunächst potentielle Investoren ab. Erst als sichergestellt war, dass keine Forderungen von anderen Kirch-Unternehmen gegen Premiere mehr vorlagen, konnte Premiere im März 2003 seine neue Gesellschafterstruktur vorstellen: die Investorengruppe Permira übernahm zu diesem Zeitpunkt 64,1 Prozent, die Bayerische Landesbank und die HypoVereinsbank jeweils 10 Prozent, die BAWAG 3,5 Prozent der Unternehmensanteile. Die restlichen Anteile erwarb das Management um Georg Kofler selbst.
Im August 2003 übernahm Georg Kofler weitere 10,37 Prozent Anteile von Permira und erhöhte seine Anteile somit auf 20,46 Prozent. Kofler verordnete dem Unternehmen eine strikte Sparkur, ließ unter der Maßgabe Klasse statt Masse zahlreiche Sport- und Filmrechte und vor allem Verträge über Spartenprogramme auslaufen und konzentrierte das Programmangebot weitgehend auf vermarktbare Highlights wie die Bundesliga und aktuelle Spielfilme. Auch wurden Werbepausen eingeführt. Die Anzahl der Programme wurde deutlich reduziert. Auch zahlreiche Beteiligungen, die nicht zum unmittelbaren Programmgeschäft gehörten, wie der Verkauf von Receivern, wurden abgestoßen. Nachdem sich Premiere nunmehr auf das Kerngeschäft konzentrierte, gelang es – entgegen den Unkenrufen vieler Beobachter – für das dritte Quartal 2004 erstmals, mit einem Nettoertrag von 15,4 Millionen Euro Premiere in die schwarzen Zahlen zu führen. Gleichzeitig überschritt man die Grenze von 3 Millionen Abonnenten.

## Börsengang
Das Grundkapital der Premiere AG betrug zum Zeitpunkt des Börsengangs im März 2005 70 Millionen Euro. Es ist eingeteilt in 70 Millionen auf den Namen lautende Stückaktien. Die Aktien sind an der Frankfurter Wertpapierbörse notiert. Ausgabekurs der Aktie war 28 Euro. Dadurch konnten Premiere und seine Alt-Aktionäre rund 1,2 Milliarden Euro erlösen. Der Börsengang war zwölffach überzeichnet. Insgesamt wurden 42,1 Millionen Aktien und ein Greenshoe von 5,5 Millionen Aktien platziert. Von den angebotenen Premiere-Aktien gingen 70 Prozent an institutionelle Investoren wie beispielsweise Investmentfonds und 30 Prozent an Privatanleger. Premiere-Abonnenten erhielten dabei 75 Prozent ihrer gezeichneten Papiere, die anderen Privatanleger 42 Prozent. Der Streubesitz liegt damit bei über 50 Prozent. Der überwiegende Teil des Emissionsvolumens floss an die Altaktionäre wie die Risikokapital-Gesellschaft Permira und Vorstandsvorsitzenden Georg Kofler. Im Unternehmen verblieben 308 Millionen Euro. Damit wurde vor allem die Nettoverschuldung von 370 auf weniger als 100 Millionen Euro zurückgeführt.

## Der Kampf um die Fußball-Bundesliga
Erstmals am 2. März 1991 – Eintracht Frankfurt gewann damals mit 4:3 gegen den 1. FC Kaiserslautern – übertrug Premiere einmal wöchentlich ein Top-Spiel der deutschen Bundesliga live und baute die Berichterstattung im Laufe der Jahre immer weiter aus.
Mit Beginn der Saison 2000/01 übertrug Premiere erstmals alle Spiele der Bundesliga live.
Im Dezember 2005 setzte sich das bis dato noch nicht in Erscheinung getretene Tochterunternehmen des Kabelnetzbetreibers Unitymedia arena bei der Ausschreibung der TV-Rechte an der Bundesliga für die Saisons 2006/07 bis 2008/09 durch. Premiere stand damit erstmals seit langer Zeit ohne Liveberichterstattung aus der deutschen Eliteklasse da. arena sah sich jedoch in der Folge technischen, organisatorischen und letztendlich auch finanziellen Problemen gegenüber. So konnte man zwar den langjährigen Dienstleister Plazamedia, der auch schon für Premiere aktiv war, als Produzenten der Sendungen gewinnen und einen Transponder auf dem Satelliten Astra anmieten, die Kabelverbreitung stellte sich jedoch für den Kabelnetzbetreiber Unitymedia als das größte Problem dar. So konnte man sich etwa mit dem größten Kabelnetzbetreiber und Konkurrenten Kabel Deutschland nicht auf eine Verbreitung einigen. Die Verbreitung in diesem Netz konnte erst auf den letzten Metern durch eine Kooperation mit dem bisherigen Rechteinhaber Premiere gesichert werden, der damit auch im Kabel wieder den Fuß in der Bundesliga-Tür hatte.
Am 19. Mai 2006 kündigten Premiere und die Deutsche Telekom an, über IPTV ab der Saison 2006/2007 die Bundesliga zu übertragen. Drei Millionen Zuschauer sollten den neuen Dienst empfangen können. Der Empfang der Bundesliga war seinerzeit nur über VDSL in ausgewählten Städten möglich. Im IPTV produzierte Premiere in dieser Rechteperiode das Bundesliga-Angebot der Deutschen Telekom. Auch wenn man de facto unter Ausschluss der Öffentlichkeit sendete, hatte Premiere somit einen Weg gefunden, die umfangreiche und teure Bundesliga-Redaktion aufrechtzuerhalten, was sich nach nur einem Jahr als entscheidend herausstellte.
Durch fehlende flächendeckende Verbreitungsverträge im Kabelnetz konnte Premiere am 13. Juli 2006 bekannt geben, das Programm von Arena und somit die Live-Übertragungen der Bundesliga in den Kabelnetzen zu verbreiten.
Nachdem das Bundeskartellamt eine weitergehende, über das Kabelnetz von Kabel Deutschland hinausgehende Kooperation von arena und Premiere abgelehnt hatte, bei der Premiere den Sender arena allen Kunden auf allen Verbreitungswegen hätte anbieten dürfen, sah sich Unitymedia nicht mehr in der Lage, das Projekt arena in dieser Form weiterzubetreiben. Aus diesem Grund übertrug Arena – diesmal mit dem Segen des Bundeskartellamts – ab der Saison 2007/08 seine Rechte an der Bundesliga an Premiere, die somit wieder Rechteinhaber der Bundesliga waren. Ab diesem Zeitpunkt produzierte wieder nur Premiere die Bundesliga.
Am 8. Februar 2007 ging Premiere eine umfangreiche Marketing- und Vertriebskooperation mit dem Konkurrenten Arena ein, die es Premiere nunmehr gestattete, die Bundesliga wieder seinen Kunden in Deutschland flächendeckend über Satellit und in den größten Teilen des Kabelnetzes (ausgenommen ish NRW und iesy Hessen) anzubieten. Dies beflügelte den Aktienkurs von Premiere. Am 18. April 2007 stellte Premiere die Vermarktung von Arena allerdings auf Verlangen des Kartellamtes auf unbestimmte Zeit wieder ein. Nach Abschluss der Prüfung kam das Bundeskartellamt jedoch zu der Überzeugung, diese Kooperation wenigstens befristet bis zum 30. Juni 2009 tolerieren zu können, so dass der Zusammenarbeit von Premiere und Arena bis zu diesem Zeitpunkt keine weiteren Hindernisse im Wege standen
Arena erklärte schließlich Mitte Juli 2007, aus dem defizitären Bundesligageschäft aussteigen zu wollen und seine Bundesligarechte für die Saison 2007/2008 und 2008/2009 an Premiere verkaufen zu wollen. Dafür erhält Arena insgesamt 200 Millionen Euro in bar sowie ein Aktienpaket über 17 Prozent an Premiere.

## Weitere Entwicklung
Im November 2005 wurden drei HDTV-Programme eingeführt, von denen inzwischen zwei (Sport und Film) zu einem Programm verschmolzen wurden.
Zum 1. August 2006 änderte Premiere seine Produkt- und Preisstruktur, die sich unter anderem aus dem Wegfall der Bundesliga ergab. Jedes Programmpaket kann seitdem einzeln gebucht werden. Der bisherige Einsteigerkanal Premiere Start ist seitdem nicht mehr neu abonnierbar und sollte 2007 eingestellt werden.
Am 9. Februar 2007 startete Premiere eine neue Marketingkampagne, bei der auch schrittweise eine neue Corporate Identity eingeführt wird, die unter anderem eine Veränderung des Logos und der Unternehmensfarben beinhaltet.
Am 13. März 2007 verkündete Premiere, dass ab dem 1. September 2007 ein neues Programmpaket namens Premiere Sky starten sollte. Dieses Paket sollte ausschließlich über Satellit verbreitet werden und als Plattform für kleine Bezahlfernseh-Sender dienen, die keine eigene Vermarktungsstruktur haben. Dies wurde in der Branche als Gegenangebot zu im Kabelnetz vertretenen Angeboten wie tividi (ish) und Kabel Digital Home gewertet. Als Geschäftsführer der neu gegründeten Premiere Sky GmbH wurde Wolfram Winter bestellt, Mitgründer und Chef von Stargate, einer geplanten Bezahlfernseh-Plattform über Digitalplattform entavio. Mit Urteil vom 5. Juni 2007 darf Premiere den Namen Premiere Sky nicht mehr verwenden, da der britische Bezahlfernseh-Anbieter BSkyB, der die Namensrechte an Sky für den europäischen Markt besitzt, auf Unterlassung geklagt hatte. Premiere änderte am 29. Juni 2007 den Namen des seit September 2007 verfügbaren Pakets auf Premiere Star um. Die Premiere Star GmbH betrieb von 2007 bis zum Launch des neuen Sky Deutschland Angebotes eine eigene Sender-Plattform innerhalb des Premiere-Angebots. Über die Premiere Star GmbH sollten digitale Satellitenprogramme gemeinsam mit der Entavio AG, Betreiberin der Astra-Satelliten, vermarktet werden. Im Unterschied zum Premiere-Stammangebot ist Premiere Star und sein bei Sky integriertes Nachfolgeangebot „Sky Welt Extra“ nur über Satellit zu empfangen, außerdem beansprucht Premiere für die Programme dieser Plattform keine Exklusivität in Deutschland, während die eingekauften Programme des Premiere-Stammangebots in Deutschland und Österreich größtenteils ausschließlich über Premiere zu empfangen sind.
Nach dem Rücktritt von Georg Kofler war vom 1. September 2007 bis zum 1. September des nächsten Jahres Michael Börnicke neuer Vorstandsvorsitzender der Premiere AG. Sein Nachfolger ist Mark Williams, der das Unternehmen zum 31. März 2010 verließ. Seit dem 25. Juni 2015 ist Carsten Schmidt neuer CEO von Sky Deutschland.
Premiere veröffentlichte am 2. Oktober 2008 nach Börsenschluss per Ad-hoc-Mitteilung, dass man nach Bereinigung der Kundendatenbank die Zahl der aktiven (= zahlenden) Abos um knapp eine Million nach unten korrigieren müsse. Daraufhin verlor die Aktie im MDAX etwa die Hälfte an Wert und notierte nur noch bei fünf Euro.

## Umbenennung in Sky
Am 4. Juli 2009 ging die Marke Premiere in Sky über und verschwand so vom deutschen und österreichischen Markt. Kurz darauf erfolgte die Umbenennung der Premiere AG in Sky Deutschland AG.